# Liu Yukun
Liu Yukun (xinès simplificat: 劉宇坤, pinyin: Liú Yǔkūn; Shanxi, 12 d'abril de 1997) és un esportista que competeix en tir, en la modalitat de rifle, esport del qual és campió olímpic.
Va participar en els Jocs Olímpics de París 2024, obtenint una medalla d'or en la prova de rifle 3 posicions 50 m. Va guanyar una medalla de plata en el Campionat Mundial de Tir de 2022, en la prova de rifle en posició tendida 50 m.